# Renaat Landuyt

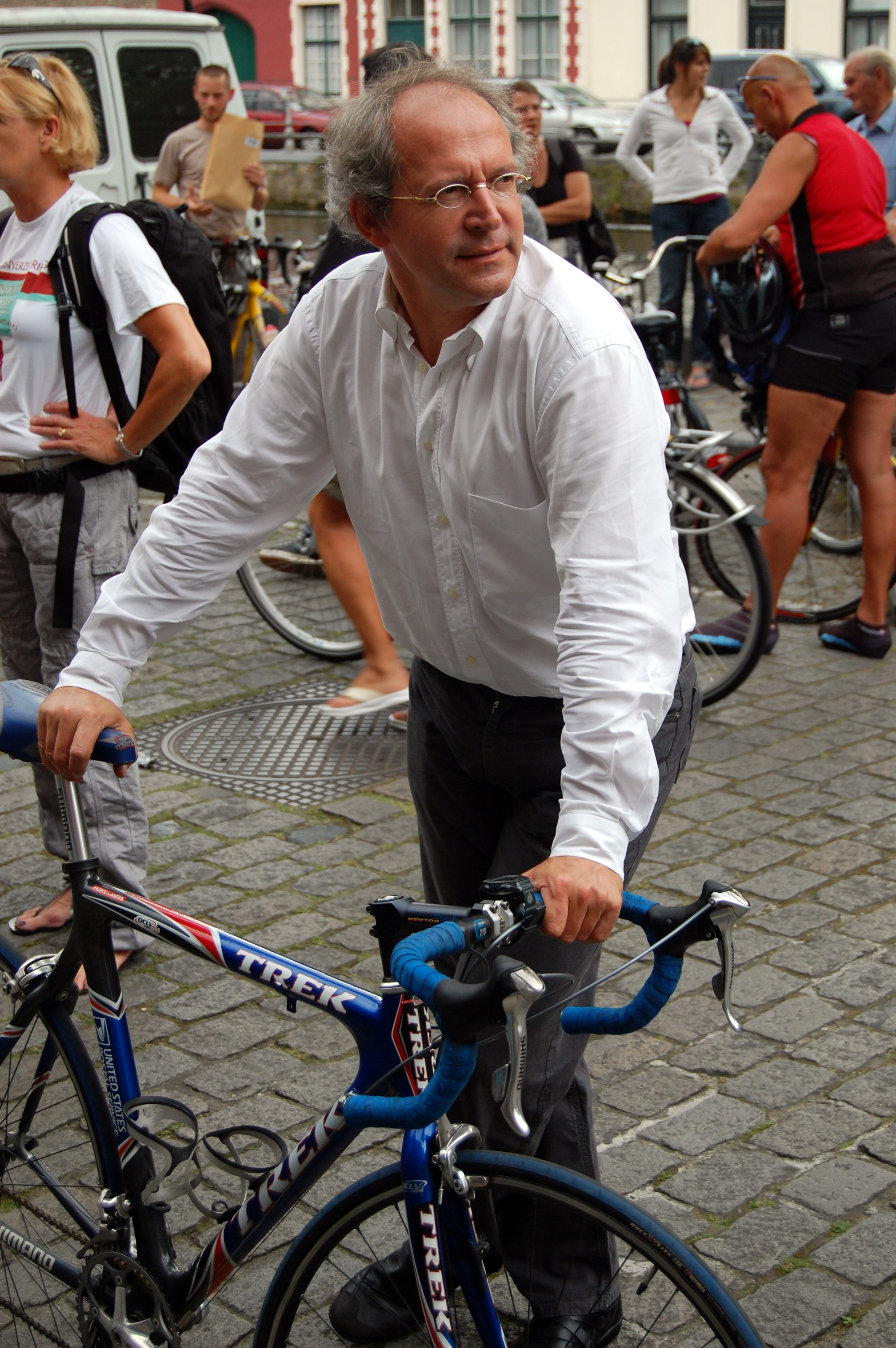
Imagen de Renaat Landuyt

Renaat Julien Landuyt (* 28 de enero de 1959) es un abogado y político socialista belga. Es miembro del Partido Socialista-Diferente y fue alcalde de Brujas entre 2013 y 2019. 

## Biografía
Renaat Landuyt obtuvo la licenciatura en Derecho en 1982 y es abogado desde entonces. Fue elegido por primera vez para la Cámara de Representantes de Bélgica en 1991, donde sirvió hasta 1999.  De 1995 a 1999 sirvió como cuestor de la Cámara. Se desempeñó como secretario de la investigación parlamentaria sobre el caso Dutroux. 
Después de las elecciones generales de 1999 fue nombrada ministra flamenca de Trabajo y Turismo. Después de que Steve Stevaert dimitió del gobierno flamenco en 2003, Landuyt tomo las riendas del portafolio como Viceministro-Presidente, encabezando el Ministerio de Trabajo y Turismo para el resto del mandato. Después de las elecciones regionales de 2004, Landuyt dejó el gobierno flamenco para convertirse en ministro de Transporte en el gobierno federal (2004-2007). Fue elegido de nuevo para el Parlamento belga en junio de 2007 y después de la creación del I Gobierno Leterme tomó posesión de su sede, fue reelegido en el 2010.
En el año 2013 se convirtió en Alcalde de Brujas.